# Абросимово (Воронежская область)
Абросимово — село в Богучарском районе Воронежской области.
Входит в состав Дьяченковского сельского поселения.

## География
Улицы
- ул. Донская,
- ул. Степная.

## Население
| 1859 | 1897  | 2000 | 2005 | 2010 |
| ---- | ----- | ---- | ---- | ---- |
| 1133 | ↗1723 | ↘145 | ↘138 | ↘94  |

## История
Впервые упоминается в 1645 г. в государевой отписке, как Обросимовский караул.